# L'Hosmes
L'Hosmes é uma comuna francesa na região administrativa da Normandia, no departamento de Eure. Estende-se por uma área de 6,8 km². Em 2010 a comuna tinha 70 habitantes (densidade: 10,3 hab./km²).